# Acapella (Duki)
Acapella è un singolo del rapper argentino Duki, pubblicato il 10 giugno 2020.

## Tracce
1. Acapella – 2:50